# Ierland op het Eurovisiesongfestival 2015

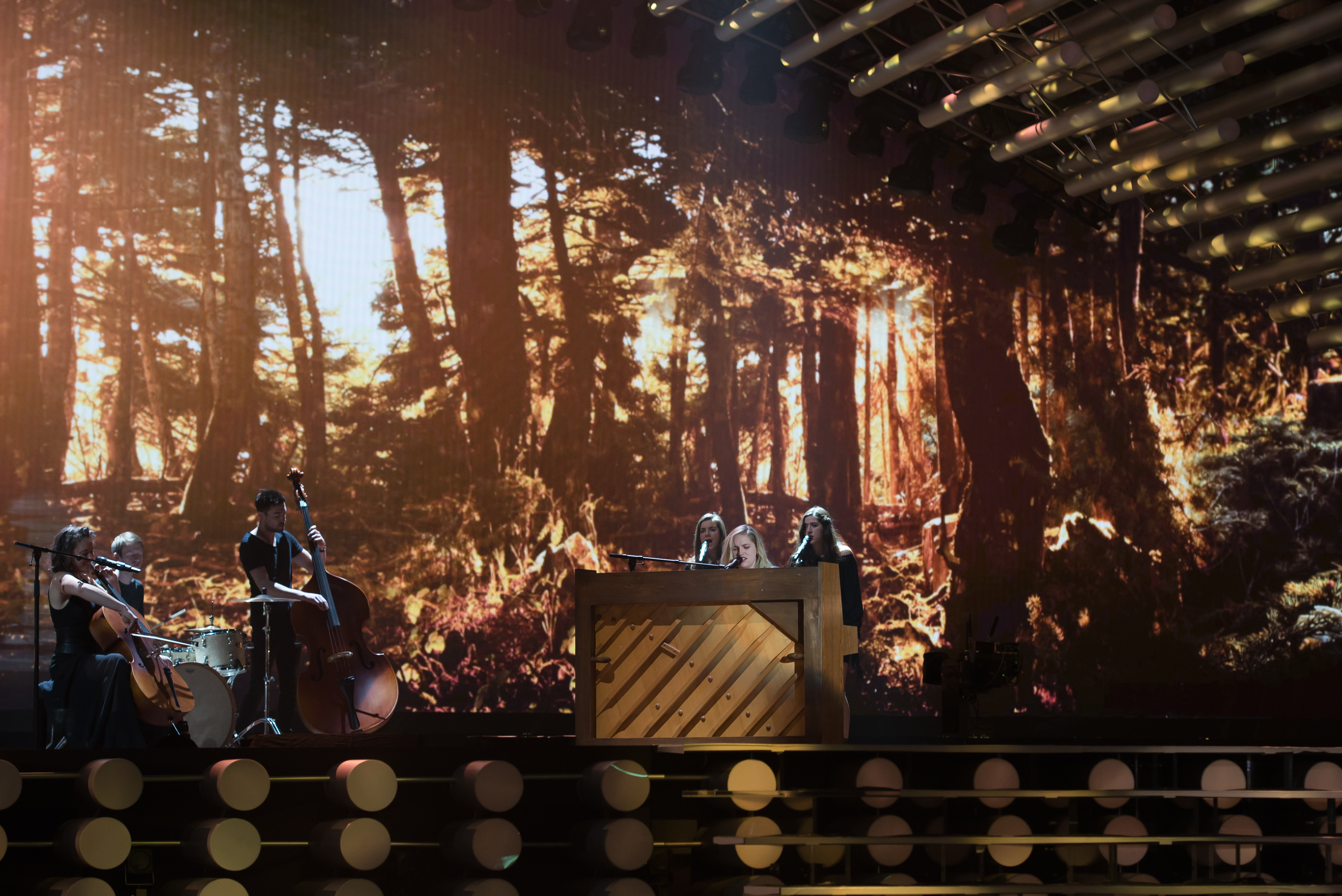
Molly Sterling in Wenen

Ierland nam deel aan het Eurovisiesongfestival 2015 in Wenen, Oostenrijk. Het was de 49ste deelname van het land op het Eurovisiesongfestival. RTE was verantwoordelijk voor de Ierse bijdrage voor de editie van 2015.

## Selectieprocedure
Reeds op 20 mei 2014 gaf de Ierse openbare omroep aan te zullen deelnemen aan de zestigste editie van het Eurovisiesongfestival. Op 13 oktober werd duidelijk dat de Ierse selectie opnieuw via het jaarlijkse Eurosong zou gebeuren. Het format werd wel gewijzigd. De voorbije jaren werden vijf mentors aangesteld die elk één act mochten samenstellen voor de nationale finale. Dit jaar werd er gekozen voor een open selectie. Geïnteresseerden kregen van 13 tot en met 31 oktober de tijd om hun inzending over te maken aan RTE. Bij het sluiten van de inschrijvingen waren er meer dan 300 inzendingen ontvangen. Vervolgens selecteerde een jury vijftig artiesten die mochten aantreden in live-audities, waaruit de vijf finalisten werden gekozen.
De nationale selectie van 2015 werd, net als de voorgaande jaren, een onderdeel van de talkshow The Late Late Show. Tijdens de door Ryan Tubridy gepresenteerde show traden de vijf deelnemende acts op. De punten werden voor de helft verdeeld door vijf regionale jury's. Het publiek gaf via televoting de resterende helft van de punten.

## Eurosong 2015
| Plaats | Artiest                 | Lied                    | Jury | Publiek | Totaal |
| ------ | ----------------------- | ----------------------- | ---- | ------- | ------ |
| 1      | Molly Sterling          | Playing with numbers    | 44   | 60      | 104    |
| 2      | Kat Mahon               | Anybody got a shoulder? | 50   | 50      | 100    |
| 3      | Erika Selin             | Break me up             | 48   | 40      | 88     |
| 4      | Nikki Kavanagh          | Memories (in melody)    | 36   | 30      | 66     |
| 5      | Alex Saint and the MJ's | She's so fine           | 22   | 20      | 42     |

#### Gedetailleerde puntentelling
De helft van de punten werd verdeeld door de jury, de andere helft door televoting. Er waren vijf regionale jury's die elk 12, 10, 8, 6 en 4 punten mochten geven aan de liedjes. De andere helft werd door het publiek bepaald; zij verdeelden 60, 50, 40, 30 en 20 punten. Ook inwoners van Noord-Ierland mochten stemmen.

##### Puntentelling jury
| Volgorde | Lied                   | Galway | Cork | Dublin | Limerick | Sligo | Totaal |
| -------- | ---------------------- | ------ | ---- | ------ | -------- | ----- | ------ |
| 1        | She's so fine          | 6      | 4    | 4      | 4        | 4     | 22     |
| 2        | Anybody got a shoulder | 12     | 10   | 12     | 6        | 10    | 50     |
| 3        | Break me up            | 8      | 12   | 10     | 10       | 8     | 48     |
| 4        | Memories (in melody)   | 10     | 6    | 6      | 8        | 6     | 36     |
| 5        | Playing with numbers   | 4      | 8    | 8      | 12       | 12    | 44     |

## In Wenen
Ierland trad in Wenen in de tweede halve finale op donderdag 21 mei aan. Molly Sterling trad als tweede van de zeventien landen aan, na Monika Linkytė & Vaidas Baumila uit Litouwen en voor Michele Perniola & Anita Simoncini uit San Marino. Ierland eindigde als twaalfde met 35 punten waarmee het uitgeschakeld werd.
1965 · 1966 · 1967 · 1968 · 1969 · 1970 · 1971 · 1972 · 1973 · 1974 · 1975 · 1976 · 1977 · 1978 · 1979 · 1980 · 1981 · 1982 · 1983 · 1984 · 1985 · 1986 · 1987 · 1988 · 1989 · 1990 · 1991 · 1992 · 1993 · 1994 · 1995 · 1996 · 1997 · 1998 · 1999 · 2000 · 2001 · 2002 · 2003 · 2004 · 2005 · 2006 · 2007 · 2008 · 2009 · 2010 · 2011 · 2012 · 2013 · 2014 · 2015 · 2016 · 2017 · 2018 · 2019 · 2020 · 2021 · 2022 · 2023 · 2024 · 2025
Albanië · Armenië · Australië · Azerbeidzjan · België · Cyprus · Denemarken · Duitsland · Estland · Finland · Frankrijk · Georgië · Griekenland · Hongarije · Ierland · IJsland · Israël · Italië · Letland · Litouwen · Macedonië · Malta · Moldavië · Montenegro · Nederland · Noorwegen · Oostenrijk · Polen · Portugal · Roemenië · Rusland · San Marino · Servië · Slovenië · Spanje · Tsjechië · Verenigd Koninkrijk · Wit-Rusland · Zweden · Zwitserland